# Ostrovy a chráněná území Kalifornského zálivu
Ostrovy a chráněná území Kalifornského zálivu (Islands and Protected Areas of the Gulf of California) je souhrnný název pro několik chráněných území, která společně figurují na seznamu přírodního dědictví UNESCO. Celý Kalifornský záliv patří k světově nejméně porušeným vodním ekosystémům. Probíhají zde geodynamické procesy, které jsou důležité pro vědu a výzkum. Záliv je domovem pro 39 % všech druhů mořských savců, z toho třetiny kytovců (např. sviňucha kalifornská, plejtvákovec šedý, keporkak, plejtvák obrovský), 891 druhů ryb (z toho 90 endemických) a velkého množství bezobratlých, plazů a sukulentních rostlin Sonorské pouště. Od roku 2019 je zapsán mezi památky světového dědictví v ohrožení, především kvůli akutní hrozbě vyhynutí posledních jedinců sviňuchy kalifornské.

## Přehled chráněných území
12 chráněných území, která společně tvoří toto přírodní dědictví, je rozprostřeno po celém zálivu, okolní pevnině a ostrovech. Mezi nejsevernější a nejjižnější lokalitou je vzdálenost okolo 1500 km. Mezi nimi figurují národní parky, biosférické rezervace či chráněná území flóry a fauny. Administrativně spadají pod 5 různých mexických států. Celková výměra činí 1 897 738 hektarů (z toho zhruba 22% tvoří pevnina a 78% připadá na vodní plochy).
| kód dle UNESCO | název                                         | stát                                          | rozloha       | rozloha        | rozloha    |
| kód dle UNESCO | název                                         | stát                                          | jádrové území | ochranné pásmo | CELKEM     |
| -------------- | --------------------------------------------- | --------------------------------------------- | ------------- | -------------- | ---------- |
| 1182-001       | Ostrovy a chráněná území Kalifornského zálivu | Baja California, Sinaloa, Baja California Sur | 358 000 ha    |                | 358 000 ha |
| 1182-002       | horní Kal. záliv a delta řeky Colarado        | Baja California, Sonora                       | 86 638 ha     | 454 591 ha     | 541 229 ha |
| 1182-003       | Isla de San Pedro Mártir                      | Sonora                                        | 1 111 ha      | 29 054 ha      | 30 165 ha  |
| 1182-004       | El Vizcaíno                                   | Baja California Sur                           | 49 451 ha     |                | 49 451 ha  |
| 1182-005       | Bahia de Loreto                               | Baja California Sur                           | 206 581 ha    |                | 206 581 ha |
| 1182-006       | Cabo Pulmo                                    | Baja California Sur                           | 7 111 ha      |                | 7 111 ha   |
| 1182-007       | Cabo San Lucas                                | Baja California Sur                           | 3 996 ha      |                | 3 996 ha   |
| 1182-008       | Islas Marías                                  | Nayarit                                       | 1 111 ha      | 626 440 ha     | 641 285 ha |
| 1182-009       | Isla Isabel                                   | Nayarit                                       | 194 ha        |                | 194 ha     |
| 1182-010       | Archipiélago de San Lorenzo                   | Baja California                               | 8 806 ha      | 49 637 ha      | 58 443 ha  |
| 1182-011       | Islas Marietas                                | Nayarit                                       | 79 ha         | 1 304 ha       | 1 383 ha   |
| 1182-012       | Zona Balandra                                 | Baja California Sur                           | 1 197 ha      |                | 1 197 ha   |